# José Luis de la Cuesta Arzamendi
José Luis de la Cuesta Arzamendi (Sant Sebastià, 6 de novembre de 1955), és catedràtic de Dret penal de la Universitat del País Basc (UPV-EHU) i l'actual director de l'Institut Basc de Criminologia.

## Biografia
Nascut a Sant Sebastià va estudiar en el Col·legi Catòlic de Santa Maria (Marianistes). Es va llicenciar en Dret el 1977 a la Facultat de Dret de Sant Sebastià (Universitat de Valladolid) amb Premi Extraordinari de Llicenciatura, Premi Caixa d'Estalvis Provincial de Guipúscoa i Segon premi nacional de terminació d'estudis universitaris (1978) concedit pel Ministeri d'Educació. Va obtenir el Diploma Superior en Criminologia, en l'Institut de Criminologia (Universitat Complutense de Madrid, 1979). Es va doctorar en la Universitat del País Basc en 1981 amb Premi Extraordinari de Doctorat.
Va començar com a professor ajudant el 1977, va esdevenir professor titular el 1984 i des de 1989 és catedràtic de Dret penal de la Universitat del País Basc. Se li va concedir el Premi Euskadi Recerca el 2009 atorgat pel Govern Basc i és doctor honoris causa per Universitat Alexandru Ioan Cuza (Iasi, Romania; 2011); Universitat de Huánuco (el Perú; 2017) i Universitat Autònoma del Perú (2019).
Guardonat també amb l'Encàrrec de Número de l'Orde del Mèrit Civil (2015), actualment és el Director de l'Institut Basc de Criminologia des del 18 de maig de 2000 i President honorari de l'Association Internationale de Droit Pénal, que va presidir de 2004 a 2014. També és membre de l'Acadèmia de les Ciències, Arts i Lletres Jakiunde des de 2007 i Amic de número de la Reial Societat Bascongada d'Amics del País des de 2011.
President de Hurkoa des de l'any 2000, presideix també des de 2010 el Consell Basc de Participació de les Víctimes del Terrorisme Arxivat 2022-01-25 a Wayback Machine..